# ريتشارد بيرسون
ريتشارد بيرسون (27 يناير 1972 - ) (بالإنجليزية: Richard Pearson)‏ هو لاعب كريكت بريطاني.